# Comprechtspraktiker
Die Zeitschrift Comprechts-Praktiker (eigene Schreibung mit Binnenmajuskel: CompRechtsPraktiker) ist eine Fachzeitschrift für Banken und Beauftragte mit aktuellen Informationen zum Bankrecht, zu bankaufsichtsrechtlichen Fragestellungen und zu allen Themen rund um Compliance.
Der Comprechts-Praktiker (CRP) erscheint alle zwei Monate. Er informiert in 48 Seiten über Trends, aktuelle Rechtsprechung und sonstige praxisrelevante Informationen rund um die Themen Bankrecht, Bankaufsicht und Compliance. Die in der Zeitschrift beleuchteten Problemstellungen werden mit Hilfe des klaren Praktikeransatzes stets in die Arbeitsabläufe in der Bank integriert. Verfasst werden die Artikel überwiegend von Juristen aus Rechtsabteilungen von Banken und Sparkassen sowie von Compliance-Beauftragten aus diesen Instituten. Außerdem kommen Richter, Mitarbeiter der Bankenaufsicht und spezialisierte Rechtsanwälte zu Wort.